# Nghĩa Kỳ
Nghĩa Kỳ là một xã thuộc huyện Tư Nghĩa, tỉnh Quảng Ngãi, Việt Nam.
Xã có diện tích 26,78 km², dân số năm 1999 là 16813 người, mật độ dân số đạt 628 người/km².

## Địa giới hành chính
Xã Nghĩa Kỳ nằm ở phía tây của huyện Tư Nghĩa, thuộc hữu ngạn sông Trà Khúc.
- Phía đông giáp phường Quảng Phú, thành phố Quảng Ngãi và xã Nghĩa Điền, huyện Tư Nghĩa.
- Phía nam giáp các xã Hành Thuận và Hành Dũng, huyện Nghĩa Hành.
- Phía tây giáp các xã Nghĩa Thọ và Nghĩa Thuận, huyện Tư Nghĩa.
- Phía bắc giáp các xã Tịnh Hà, huyện Sơn Tịnh (sông Trà Khúc là ranh giới tự nhiên).

## Lịch sử hành chính
Trước 1945, xã Nghĩa Kỳ là các làng Xuân Phổ, An Hội thuộc phủ Tư Nghĩa.
Xã Nghĩa Kỳ được thành lập năm 1946, là một trong 12 xã thuộc huyện Tư Nghĩa.
Trong thời gian Việt Nam cộng hòa quản lý, vào năm 1958, xã Nghĩa Kỳ được đổi tên thành xã Tư Thuận, thuộc quận Tư Nghĩa, tỉnh Quảng Ngãi. Các thôn thuộc xã Tư Thuận được đổi gọi là ấp. Trong khi đó, chính quyền kháng chiến vẫn giữ cách gọi cũ.
Cuối năm 1975, huyện Tư Nghĩa và thị xã Quảng Ngãi hợp nhất thành thị xã Quảng Nghĩa thuộc tỉnh Nghĩa Bình, xã Nghĩa Kỳ thuộc thị xã Quảng Nghĩa.
Năm 1981, xã Nghĩa Kỳ thuộc huyện Tư Nghĩa mới tái lập.
Hiện nay, xã Nghĩa Kỳ có 9 thôn: Xuân Phổ Đông, Xuân Phổ Tây, An Hội Bắc 1, An Hội Bắc 2, An Hội Bắc 3, An Hội Nam 1, An Hội Nam 2, Phú Sơn, An Bình.
Tại làng Xuân Phổ từng diễn ra cuộc nổi dậy chống quân Nhật càn quét vào ngày 16 tháng 8 năm 1945.

## Giao thông
Xã Nghĩa Kỳ có tỉnh lộ 623b chạy qua địa bàn.